# 榊利夫
榊 利夫 （さかき としお、1929年2月21日 - 2003年8月19日）は、日本の政治家。元衆議院議員（日本共産党公認、2期）。日本共産党名誉幹部会委員。

## 来歴
福岡県八女郡広川町出身。海軍飛行予科練在籍中に終戦を迎える。1947年日本共産党に入党。熊本語学専門学校ロシア語科（現・熊本学園大学）を経て、早稲田大学卒業後は同大大学院文学研究科に進むものの、1955年に中退。1958年、『赤旗』編集局に入局し、以後理論政策部長や『前衛』編集長、『赤旗』編集局長などを歴任する。
1977年の参議院選挙で、野坂参三の後継として東京都選挙区から立候補するも、落選する。その後、1979年に行われた衆院選で、米原昶の後継として旧東京2区から出馬し初当選を果たす。1980年の衆院選でも再選するが1983年の衆院選には出馬せずそのまま引退。地盤は榊と同じく『前衛』編集長を務めていた岡崎万寿秀に譲る。党内きっての理論家としても知られ、政治や宗教、思想関連の著書を数多く発表した。
2003年8月19日、多臓器不全により千葉県流山市の病院にて死去。74歳。

## 主著

### 単著
- 『現代修正主義とはなにか』（青木書店、1965年）
- 『帝国主義と独占資本のイデオロギー』（青木書店、1965年）
- 『マルクス主義と哲学論争』（青木書店、1966年）
- 『マルクス主義と実存主義』（青木書店、1966年）
- 『現代トロツキズム批判』（新日本出版社、1968年）
- 『現代イデオロギー論』<上><下>（青木書店、1969年）
- 『公明党･創価学会批判』（新日本出版社、1970年）
- 『国家と変革の思想』（大月書店、1971年）
- 『政治革新とイデオロギー』（青木書店、1972年）
- 『日本の変革と理論活動』（新日本出版社、1973年）
- 『部落解放への道 - 国民的融合の理論』（新日本出版社、1975年）
- 『現代民主主義の理論 - 科学的社会主義と民主的課題』（新日本出版社、1975年）
- 『革新多数派への時代』（新日本出版社、1976年）
- 『国民的融合論の展開 - 部落問題と同和行政』（大月書店、1976年）
- 『矛盾 - 論争と問題点』（合同出版、1977年6月）
- 『現代社会主義入門』（新日本出版社、1978年4月）
- 『民主集中制論』（新日本出版社、1980年1月）
- 『天皇制と新｢超国家主義｣』（大月書店、1988年）
- 『宗教と歴史の進歩』（新日本出版社、1990年8月）
- 『文鮮明主義の批判 - 統一協会の過去･現在･矛盾』（白石書店、1993年3月）
- 『統一協会はどうなるか! - 謀略的・反社会的な反共組織のゆくえ』(新日本出版社、1994年12月)

### 共著・訳書
- 『自由の理論と科学的社会主義』（現代史出版会、徳間書店、1976年）飯塚繁太郎 との共著
- 『公明党・創価学会批判』（新日本出版社、1970年）中川一 との共編
- ナジェジダ・コンスタンチノフナ・クルプスカヤ『児童教育論』（青木書店、1978年6月）
- ナジェジダ・コンスタンチノフナ・クルプスカヤ『家庭教育論』（青木書店、1989年2月）榊公子との共訳
- ベ・チェンドリャコフ（ウラジーミル・フョードルヴィチ・テンドリャコフ）『難関』（新読書社、1961年12月。チェンドリャコフ『サーシァの門出』榊利夫訳 新読書社 1960年3月 の改題）
- アンドレイ・セルゲーヴィチ・ネクラーソフ『ほらふき船長航海記』（理論社、1959年。のち理論社フォア文庫上下巻1980年、理論社ジュニア・ライブラリー『ほらふき船長航海記　世界を笑いで』1980年）